# Hyloscirtus colymba
Hyloscirtus colymba és una espècie de granota que viu a Costa Rica, Panamà i, possiblement també, Colòmbia.
Està amenaçada d'extinció per la pèrdua del seu hàbitat natural.